# Reunion Island Challenger 2005
Il Reunion Island Challenger 2005 è stato un torneo di tennis facente parte della categoria ATP Challenger Series nell'ambito dell'ATP Challenger Series 2005. Il torneo si è giocato a Riunione in Francia dal 21 al 27 novembre 2005 su campi in cemento indoor.

## Vincitori

### Singolare
Philipp Kohlschreiber ha battuto in finale  Tejmuraz Gabašvili con il punteggio di 6–2, 6–3

### Doppio
Tejmuraz Gabašvili /  Stéphane Robert hanno battuto in finale  Ivan Cerović /  Petar Popović 6–4, 6–3